# Leucobryum calycinum
Leucobryum calycinum är en bladmossart som beskrevs av C. Müller 1897. Leucobryum calycinum ingår i släktet Leucobryum och familjen Dicranaceae. Inga underarter finns listade i Catalogue of Life.